# デヴィッド・カニンガム
デヴィッド・カニンガム（David Cunningham、1954年12月20日 - ）は、北アイルランド出身の作曲家で音楽プロデューサー。
カニンガムは1954年12月20日にアーマーで生まれた。1973年から1977年の間、ケント州メードストンにあるメードストン芸術大学に通った。1976年にミニマリストのイディオムによる作品『Grey Scale』を自身のレーベルからLPでリリースした。
ソロ・アルバムを発表しながら、音楽プロデューサーとして自身が率いるフライング・リザーズをはじめ、ディス・ヒート等のアルバムを手がけてきた。とりわけマイケル・ナイマンの初期のアルバムについては、数多くをプロデュースしている。
1993年頃から、カニンガムは建築空間内の音をマイクで拾い上げて空間（観客の存在が、空間の形とその中にある音の両方を変えた）にフィードバックするインスタレーションを作り始めた。このタイプの作品である『ザ・リスニング・ルーム』は、1998年のシドニー・ビエンナーレにおいてシドニー湾内のゴート島にあるクイーンズ弾薬庫に設置された。

## ディスコグラフィ

### リーダー・アルバム
- Grey Scale (1976年、Piano)
- Zina (1986年、Filmtrax) ※with バリー・ガード。映画サウンドトラック
- Terminus (1987年、Carrere) ※映画サウンドトラック
- 『グリーヴス、カニンガム』 - greaves, cunningham (1991年、Eva) ※with ジョン・グリーヴス
- 『ヴォイスワークス』 - Voiceworks (1992年、Eva)
- 『ウォーター』 - Water (1992年、MTM)
- 『ゴースト・ダンス』 - Ghost Dance (1995年、Piano) ※with マイケル・ジャイルズ、ジェイミー・ミューア。1983年録音
- 『イエロー・ボックス』 - The Yellow Box (1996年、Piano) ※with ピーター・ゴードン
- ext.night (1997年、Piano)
- 『アーティフィシャル・ホームランド』 - Artificial Homeland (1998年、Piano) ※with アンジェラ・イェーガー
- Novembre (2008年、Editions Circuit)
- One Hundred (2008年、Staubgold) ※with 清水靖晃

### フライング・リザーズ
- 『ミュージック・ファクトリー』 - The Flying Lizards (1979年、Virgin) ※UK60位、US99位[4])
- 『フォース・ウォール』 - Fourth Wall (1981年、Virgin)
- Top Ten (1984年、Statik)
- 『シークレット・ダブ・ライフ』 - The Secret Dub Life of the Flying Lizards (1996年、Piano)